# Liste der Baudenkmäler in St. Ulrich in Gröden
Die Liste der Baudenkmäler in St. Ulrich in Gröden (ladinisch Urtijëi, italienisch Ortisei) enthält die 17 als Baudenkmäler ausgewiesenen Objekte auf dem Gebiet der Gemeinde St. Ulrich in Gröden in Südtirol.
Basis ist das im Internet einsehbare offizielle Verzeichnis der Baudenkmäler in Südtirol. Dabei kann es sich beispielsweise um Sakralbauten, Wohnhäuser, Bauernhöfe und Adelsansitze handeln. Die Reihenfolge in dieser Liste orientiert sich an der Bezeichnung, alternativ ist sie auch nach der Adresse oder dem Datum der Unterschutzstellung sortierbar.

## Liste
| Foto |                 | Bezeichnung                                 | Standort                                       | Eintragung                   | Beschreibung                                                                                         | Metadaten                                           |
| ---- | --------------- | ------------------------------------------- | ---------------------------------------------- | ---------------------------- | --- | --------------------------------------------------- |
| ja   | Datei hochladen | Capela da Poz ID: 17129                     | Grohmannstraße 46° 34′ 20″ N, 11° 40′ 54″ O    | 13. Okt. 1981 (BLR-LAB 5893) | zweigeschossiger Kapellenbau aus der Mitte des 19. Jahrhunderts                                      | KG: St. Ulrich Bauparzelle: 731                     |
| ja   | Datei hochladen | Col de Flam de sot ID: 50578                | 46° 34′ 30″ N, 11° 40′ 53″ O                   | 7. Okt. 2013 (BLR-LAB 1470)  | Einhof mit Wirtschaftsgebäude                                                                        | KG: St. Ulrich Bauparzelle: 190                     |
| ja   | Datei hochladen | Costamula de sëura ID: 17125                | Cucastraße 46° 35′ 7″ N, 11° 41′ 48″ O         | 13. Okt. 1981 (BLR-LAB 5893) | Wohnhaus                                                                                             | KG: St. Ulrich Bauparzelle: 223                     |
| ja   | Datei hochladen | Costamula de sot ID: 17124                  | Cucastraße 46° 35′ 5″ N, 11° 41′ 39″ O         | 13. Okt. 1981 (BLR-LAB 5893) | Bauernhof                                                                                            | KG: St. Ulrich Bauparzelle: 222                     |
| ja   | Datei hochladen | Cudan ID: 17118                             | Raschötzer Straße 46° 34′ 46″ N, 11° 39′ 51″ O | 13. Okt. 1981 (BLR-LAB 5893) | Wohnhaus                                                                                             | KG: St. Ulrich Bauparzelle: 43, 47                  |
| ja   | Datei hochladen | Fëur ID: 17128                              | Raschötzer Straße 46° 35′ 29″ N, 11° 41′ 57″ O | 13. Okt. 1981 (BLR-LAB 5893) | früher Bauernhaus, heute Almhütte, eine der ältesten Stubendecken Tirols                             | KG: St. Ulrich Bauparzelle: 707                     |
| ja   | Datei hochladen | Heilig-Kreuz-Kapelle auf Raschötz ID: 50558 | 46° 36′ 3″ N, 11° 39′ 15″ O                    | 9. Juli 2012 (BLR-LAB 1051)  | Kapelle                                                                                              | KG: St. Ulrich Bauparzelle: 81                      |
| ja   | Datei hochladen | Janon ID: 17121                             | Reziastraße 46° 34′ 29″ N, 11° 40′ 15″ O       | 20. Dez. 1957 (MD)           | Wohnhaus mit Geschäften                                                                              | KG: St. Ulrich Bauparzelle: 136/1, 136/2            |
| ja   | Datei hochladen | Martin ID: 17123                            | Cucastraße 46° 34′ 59″ N, 11° 41′ 17″ O        | 13. Okt. 1981 (BLR-LAB 5893) | Wohnhaus aus dem Spätmittelalter                                                                     | KG: St. Ulrich Bauparzelle: 206, 207                |
| ja   | Datei hochladen | Nevel ID: 17116                             | Nevelstraße 46° 34′ 41″ N, 11° 38′ 57″ O       | 13. Okt. 1981 (BLR-LAB 5893) | Paarhof, Wohnhaus aus der zweiten Hälfte des 18. Jahrhunderts                                        | KG: St. Ulrich Bauparzelle: 6                       |
| ja   | Datei hochladen | Peza in St. Jakob ID: 17127                 | 46° 34′ 18″ N, 11° 41′ 58″ O                   | 30. Dez. 1988 (BLR-LAB 9002) | Wohnhaus                                                                                             | KG: St. Ulrich Bauparzelle: 239, 240                |
| ja   | Datei hochladen | Pfarrkirche St. Ulrich ID: 17120            | 46° 34′ 31″ N, 11° 40′ 18″ O                   | 13. Okt. 1981 (BLR-LAB 5893) | Pfarrkirche, 1796 vollendet                                                                          | KG: St. Ulrich Bauparzelle: 132                     |
| ja   | Datei hochladen | Pradatsch ID: 17117                         | 46° 34′ 44″ N, 11° 39′ 9″ O                    | 13. Okt. 1981 (BLR-LAB 5893) | Bauernhof aus der zweiten Hälfte des 18. Jahrhunderts                                                | KG: St. Ulrich Bauparzelle: 18                      |
| ja   | Datei hochladen | St. Anna mit Friedhof ID: 17119             | 46° 34′ 38″ N, 11° 40′ 33″ O                   | 13. Okt. 1981 (BLR-LAB 5893) | Friedhofskirche, in heutiger Form aus dem Jahr 1515                                                  | KG: St. Ulrich Bauparzelle: 107 Grundparzelle: 508  |
| ja   | Datei hochladen | St. Anton in Boden ID: 17122                | 46° 34′ 25″ N, 11° 40′ 25″ O                   | 13. Okt. 1981 (BLR-LAB 5893) | 1680 geweihte Kirche                                                                                 | KG: St. Ulrich Bauparzelle: 162                     |
| ja   | Datei hochladen | St. Jakob mit Friedhof ID: 17126            | 46° 34′ 24″ N, 11° 41′ 39″ O                   | 13. Okt. 1981 (BLR-LAB 5893) | spätgotischer Bau, im 17. Jahrhundert teilweise umgestaltet, im Chor um 1470 gemalter Freskenschmuck | KG: St. Ulrich Bauparzelle: 235 Grundparzelle: 1013 |
| ja   | Datei hochladen | Stufan – Villa Rifesser ID: 50441           | 46° 34′ 24″ N, 11° 40′ 45″ O                   | 13. Feb. 2006 (BLR-LAB 452)  | Villa                                                                                                | KG: St. Ulrich Bauparzelle: 188                     |

Falls bei einem Baudenkmal keine Koordinaten bekannt sind, werden ersatzweise die Katasterdaten zum Zeitpunkt der Unterschutzstellung angegeben. Diese sind weder offiziell noch zwingend aktuell.
Die vom Landesdenkmalamt übernommenen Adressen können veraltet sein.
| Foto:   | Fotografie des Denkmals. Klicken des Fotos erzeugt eine vergrößerte Ansicht. Daneben finden sich zwei Symbole: |
| ID      | Identifikator beim Südtiroler Landesdenkmalamt                                                                 |
| KG      | Katastralgemeinde                                                                                              |
| MD      | Ministerialdekret                                                                                              |
| BLR-LAB | Beschluss der Landesregierung – Landesausschussbeschluss                                                       |